# Günter Riese
Günter Riese (* 4. Februar 1938; † unbekannt) war ein deutscher Fußballspieler.

## Sportliche Laufbahn

### Gemeinschafts- und Clubstationen
In der höchsten Spielklasse des DDR-Fußballs debütierte der halbrechte Stürmer, der bis Ende 1958 für den ASK Vorwärts Neubrandenburg auflief, im Oktober 1959 im Trikot des ASK Vorwärts Berlin. Am 19. Spieltag der Saison 1959 wurde er im ASK-Dress beim 2:1-Heimsieg im Spitzenspiel der beiden bestplatzierten Teams gegen den späteren Champion SC Wismut Karl-Marx-Stadt erstmals in der Oberliga eingesetzt. In der darauffolgenden Spielzeit wurde Riese mit den Ost-Berlinern DDR-Meister. In der Dreifachrunde 1961/62 wurde Riese aus dem Vorzeigesportclub der Armeesportvereinigung Vorwärts ausgeschlossen. Am Meistertitel 1961/62 hatte er bis zum November 1961 noch in 20 Begegnungen an den ersten 24 der insgesamt 38 Spieltage mitgewirkt. Durch den Rauswurf beim ASK Vorwärts endete mit der 0:3-Niederlage bei der BSG Motor Zwickau am 5. November 1961 nach 50 Partien mit acht Treffern seine Laufbahn in der ostdeutschen Eliteliga. Im Europapokal – und dabei stets im Europapokal der Landesmeister auflaufend – verzeichnete er drei Einsätze für die Armeefußballer.

### Auswahleinsätze
In der B-Nationalelf der DDR ist er mit fünf Treffern als Rekordtorschütze notiert. Fünf seiner sieben Einsätze und alle Treffer entstammen einer Reise der B-Auswahl im Dezember 1960 nach Westafrika. Dort spielte das Team je zweimal gegen Liberia und Ghana sowie einmal gegen Guinea. In der Nachwuchsauswahl, in der er vier Partien bestritt, gelang ihm am 15. Mai 1960 bei der 1:4-Niederlage gegen England der ostdeutsche Ehrentreffer.

## Weiterer Werdegang
Hanns Leske verzeichnet ihn in seinem Buch Die DDR-Oberligaspieler. Ein Lexikon als verstorben, jedoch ohne ein Todesdatum oder -jahr zu nennen.